# آلفرد نوسیگ
آلفرد نوسیگ (انگلیسی: Alfred Nossig؛ ۱۸ آوریل ۱۸۶۴ – ۲۲ فوریهٔ ۱۹۴۳) مجسمه‌ساز اهل لهستان بود.